# Tour Bismarck (Wiesbaden)
Pour les articles homonymes, voir Tour Bismarck (homonymie).
La Tour Bismarck était une tour en bois construite en 1910 sur une hauteur à Bierstadt pres de Wiesbaden. Avec 50 mètres de hauteur, c'est le plus haut mémorial construit en l'honneur de Bismarck.
La tour Bismarck, surnommée la "Tour Eiffel de Wiesbaden" disposait d'une plateforme d'observation à 26 mètres, accessible par des escaliers, et d'une autre plateforme à 50 mètres accessible par une échelle.
En 1916 la tour a été transformée en poste militaire puis démolie en 1918 en raison de son mauvais état, seulement huit ans après avoir été construite.